# Песнь моря
«Песнь моря» (англ. Song of the Sea, ирл. Amhrán na Mara) — полнометражный цветной анимационный фильм 2014 года, созданный ирландской компанией Cartoon Saloon. Режиссёром выступил Томм Мур, ранее получивший известность анимационной лентой «Тайна Келлс». Как и предыдущий фильм, «Песнь моря» основана на мотивах ирландской истории и мифологии.
Мультфильм получил ряд наград, в том числе был номинирован на премию «Оскар» 2015 года за лучший анимационный полнометражный фильм.
В российский прокат фильм вышел 27 августа 2015 года; до этого в марте 2015 года впервые был показан в Москве на ежегодном фестивале «Неделя Ирландии в России», а 6 и 7 августа состоялись предпремьерные показы в летнем кинотеатре «Музеона» в рамках фестиваля редкого кино.

## Сюжет
Действие происходит в конце XX века в Ирландии, на небольшом острове с маяком, где обыкновенный смотритель маяка по имени Конор вступает в союз с прекрасной девой — шелки по имени Бронах. У них рождается сын по имени Бен, который, как и отец, оказывается простым человеком. Шелки ждёт второго ребёнка, однако по неизвестным причинам вынуждена родить в море и после этого, оставив на берегу новорожденную девочку, исчезает. Девочке дают имя Сирша.
Проходит шесть лет. Конор живёт вместе со своими детьми и очень любит Сиршу. Бен недолюбливает сестру, потому что отец любит её больше и позволяет ей делать всё, что та хочет, и постоянно обижает её, одновременно показывая сильную привязанность к своему псу, бобтейлу по кличке Ку. Сирша, которой исполняется шесть лет, всё ещё не может разговаривать.
На день рождения Сирши из города приезжает их бабушка, которая давно против того, чтобы дети жили на острове вдали от цивилизации. Ночью Сирша забредает на чердак дома и находит там таинственный белый костюм. Облачившись в него, девочка отправляется на море и превращается в тюленя: как и её мать, Сирша оказывается шелки. Бабушка замечает внучку спящей на берегу, а потом испуганный отец выкидывает белое одеяние в море. Бабушка решает увезти детей в город, причём Ку не берут с собой. Бен по дороге составляет карту пути, и вечером (в канун праздника Саунь) сбегает из дома, чтобы вернуться за Ку. Сирша следует за братом.
Дети забредают в таинственный зелёный уголок в парке, где нашли своё укрытие духи умерших (в образе стариков). Они радуются прибытию новой шелки и утверждают, что смогут попасть на родину, если Сирша споёт песню, облачившись в свой волшебный плащ. Также они предостерегают Сиршу, что на неё охотится злая колдунья-сова по имени Маха, которая уже обратила почти всех духов в камень, высасывая из них чувства. На укрытие нападают совы, которые обращают духов в камень, но дети сбегают. Бен и Сирша решают как можно скорее попасть домой, чтобы найти волшебный плащ. По пути они встречают Ку, который после отъезда Бена переплыл пролив и погнался за ним.
Часть пути они решают пройти через лес, но из-за дождя укрываются в хижине, где находится священный колодец. Сирша падает в колодец, за ней прыгает Ку, который увлекает Бена. Бен пытается догнать Сиршу, но теряется и выплывает в пещере, где встречает мудреца Шанаши с волшебными седыми волосами, покрывающими всю пещеру. Тот говорит Бену, что Сиршу похитили совы Махи, и что если Сирша до рассвета не заполучит плащ и не споёт свою песню, то все волшебные существа этой ночью умрут, в том числе и сама Сирша. После этого Бен отправляется в логово совиной ведьмы Махи, которая почти лишила Сиршу жизненных сил, считая, что она делает ей лучше.
Из разговора с Махой Бен понимает, что та обращает всех в камень из «благих побуждений», так как когда-то давно её сын — великан Мак Лир от страшного горя плакал дни и ночи, чуть не затопив всю землю, и колдунья, не сумев вынести страдания сына, лишила его чувств, обратив в камень. Убитая горем колдунья стала и остальных обращать в камень, веря в то, что таким образом избавляет их от страданий и печали. Она и сама частично превратилась в камень, так как всё время избавляется от плохих чувств, заключая их в стеклянные сосуды. Бен помогает Сирше заиграть на волшебной раковине, подарке их матери. Так Сирше удаётся разбить все сосуды, чувства возвращаются в колдунью, и Маха снова становится доброй. Она решает помочь детям быстрее добраться до их дома и отправляет вместе с ними волшебных псов-гончих, несущих Ку и детей.
Сирша совсем истощена и находится при смерти. Дети добираются до дома, где Бен узнаёт, что отец бросил плащ Сирши на дно моря. Отец не желает слушать рассказ о духах и пытается отвезти детей на материк, веря, что Сирша тяжело больна и нуждается во врачебной помощи. Бен, за время путешествия сблизившийся с Сиршей и наконец-то почувствовавший себя старшим братом, в одиночку ныряет в море за плащом. Ему помогают тюлени, и Сирша получает свой костюм. Когда она начинает петь, все окаменевшие духи обретают свой исходный облик, в том числе и Маха с Мак Лиром, и покидают землю, отправляясь в другой мир. Перед детьми предстаёт в образе белого тюленя и их мать, которая также покидает этот мир и хочет взять с собой Сиршу. Однако девочка решает остаться с отцом и братом, хотя и лишается своего плаща и волшебных свойств.

## Роли озвучивали
- Дэвид Роул — Бен
- Брендан Глисон — Конор / Мак Лир
- Лиза Ханниган — Бронах, мать Бена и Сирши
- Фионнула Флэнаган — бабушка / Маха
- Люси О’Коннелл — Сирша
- Джон Кенни — паромщик Дэн / Великий мудрец Шанаши
- Пэт Шорт — Лаг (один из духов)
- Колм О Снодайх — Мосси (один из духов)
- Лайам Хурикэн — Спад (один из духов) / водитель автобуса
- Кевин Свирш — маленький Бен

## Музыка
Как и для мультфильма Мура «Тайна Келлс», музыку для нового фильма написали композитор Брюно Куле и ирландский фолк-коллектив Kíla. Несколько песен исполняют певицы Лиза Ханнеган, Нольвенн Леруа, Люси О’Коннелл.
| №                   | Название                          | Performer(s)                   | Длительность |
| ------------------- | --------------------------------- | ------------------------------ | ------------ |
| 1.                  | «Song of the Sea»                 | Lisa Hannigan                  | 2:42         |
| 2.                  | «The Mother's Portrait»           | Bruno Coulais & Kíla           | 2:27         |
| 3.                  | «The Sea Scene»                   | Bruno Coulais & Kíla           | 2:42         |
| 4.                  | «The Song»                        | Lisa Hannigan & Lucy O'Connell | 5:17         |
| 5.                  | «The Key in the Sea»              | Bruno Coulais & Kíla           | 0:59         |
| 6.                  | «The Derry Tune»                  | Kíla                           | 1:58         |
| 7.                  | «In the Streets»                  | Bruno Coulais & Kíla           | 1:05         |
| 8.                  | «Dance with the Fish»             | Bruno Coulais & Kíla           | 2:07         |
| 9.                  | «The Seals»                       | Bruno Coulais & Kíla           | 0:45         |
| 10.                 | «Something Is Wrong»              | Lisa Hannigan                  | 2:04         |
| 11.                 | «Run»                             | Bruno Coulais & Kíla           | 2:32         |
| 12.                 | «Head Credits»                    | Lisa Hannigan                  | 1:45         |
| 13.                 | «Get Away»                        | Bruno Coulais & Kíla           | 1:18         |
| 14.                 | «Help»                            | Bruno Coulais & Kíla           | 2:33         |
| 15.                 | «Sadness»                         | Bruno Coulais & Kíla           | 1:07         |
| 16.                 | «Molly»                           | Slim Pezin & Kíla              | 1:06         |
| 17.                 | «I Hate You»                      | Bruno Coulais & Kíla           | 1:33         |
| 18.                 | «Who Are You»                     | Bruno Coulais & Kíla           | 1:20         |
| 19.                 | «The Storm»                       | Bruno Coulais & Kíla           | 1:56         |
| 20.                 | «Katy's Tune»                     | Kíla                           | 3:31         |
| 21.                 | «In the Bus»                      | Lisa Hannigan                  | 0:45         |
| 22.                 | «The Thread»                      | Lisa Hannigan                  | 2:25         |
| 23.                 | «Amhrán Na Farraige»              | Lisa Hannigan                  | 2:45         |
| 24.                 | «Song of the Sea (Lullaby)»       | Nolwenn Leroy                  | 3:47         |
| 25.                 | «La chanson de la mer (berceuse)» | Nolwenn Leroy                  | 3:48         |
| Общая длительность: | Общая длительность:               | Общая длительность:            | 54:17        |

| №   | Название                          | Performer(s)                   | Длительность |
| --- | --------------------------------- | ------------------------------ | ------------ |
| 1.  | «Le chant de la mer»              | Nolwenn Leroy                  | 2:42         |
| 2.  | «The Mother's Portrait»           | Bruno Coulais & Kíla           | 2:27         |
| 3.  | «The Sea Scene»                   | Bruno Coulais & Kíla           | 2:42         |
| 4.  | «The Song»                        | Lisa Hannigan & Lucy O'Connell | 5:17         |
| 5.  | «The Key in the Sea»              | Kíla                           | 0:59         |
| 6.  | «The Derry Tune»                  | Kíla                           | 1:58         |
| 7.  | «In the Streets»                  | Bruno Coulais & Kíla           | 1:05         |
| 8.  | «Dance with the Fish»             | Bruno Coulais & Kíla           | 2:07         |
| 9.  | «The Seals»                       | Bruno Coulais & Kíla           | 0:45         |
| 10. | «Something Is Wrong»              | Nolwenn Leroy                  | 2:04         |
| 11. | «Run»                             | Bruno Coulais & Kíla           | 2:32         |
| 12. | «Head Credits»                    | Nolwenn Leroy                  | 1:45         |
| 13. | «Get Away»                        | Bruno Coulais & Kíla           | 1:18         |
| 14. | «Help»                            | Bruno Coulais & Kíla           | 2:33         |
| 15. | «Sadness»                         | Bruno Coulais & Kíla           | 1:07         |
| 16. | «Molly»                           | Slim Pezin & Kíla              | 1:06         |
| 17. | «I Hate You»                      | Bruno Coulais & Kíla           | 1:33         |
| 18. | «Who Are You»                     | Bruno Coulais & Kíla           | 1:20         |
| 19. | «The Storm»                       | Bruno Coulais & Kíla           | 1:56         |
| 20. | «Katy's Tune»                     | Kíla                           | 3:31         |
| 21. | «In the Bus»                      | Nolwenn Leroy                  | 0:45         |
| 22. | «The Thread»                      | Nolwenn Leroy                  | 2:25         |
| 23. | «Amhrán Na Farraige»              | Lisa Hannigan                  | 2:45         |
| 24. | «La chanson de la mer (berceuse)» | Nolwenn Leroy                  | 3:47         |
| 25. | «Song of the Sea (Lullaby)»       | Nolwenn Leroy                  | 3:48         |

## Создание
В интервью, посвящённом созданию фильма, Томм Мур рассказал, что идея сюжета о девочке-шелки пришла ему в голову в ходе работы над «Тайной Келлс», когда он с семьёй отдыхал на полуострове Дингл на западном побережье Ирландии. В море его 10-летний сын заметил мёртвого тюленя, и местные жители рассказали о том, что молодые рыбаки стали убивать тюленей, виновных, по их мнению, в уменьшении добычи рыбы. При этом раньше об убийстве тюленей не могло быть и речи, потому что в памяти людей были живы истории о шелки, полулюдях-полутюленях. После этого случая Мур пришёл к мысли о том, что забвение подобных историй о прошлом является более трагичным, чем просто утрата фольклора.
Позже, работая над фильмом, Мур придал его героям черты своих родственников и знакомых, в том числе мальчику Бену — черты его сына Бена. Действие же фильма он отнёс к 1987 году, когда самому Муру было 10 лет и когда Ирландия находилась в полосе упадка, вызванного ощущением, что старое время уходит безвозвратно (а новый период подъёма ещё не начался).
Основная анимация была выполнена в программе Tv Paint, с дополнительными эффектами при помощи Anime Studio pro и Blender.

## Выпуск
Впервые мультфильм был представлен на кинофестивале в Торонто 6 сентября 2014 года в рамках детской программы TIFF Kids. 10 декабря 2014 года мультфильм вышел в прокаты во Франции, Бельгии и Люксембурге. Также мультфильм был ограничено выпущен на территории США и был номинирован на премию «Оскар», кассовые сборы в США составили 841 122 доллара. Выпуск мультфильма в Ирландии состоится 10 июля 2015 года.
На Украине фильм вышел в прокат 11 июня, в России 27 августа 2015 года.

## Критика
Ранние отзывы в абсолютном большинстве были положительными. Тодд Браун, основатель редакции Twitch Film дал очень хорошую оценку мультфильму, назвав его великолепным, с глубоким сюжетом. Персонажи прекрасно проработаны, сюжет гармонично дополняют народные сказки Ирландии. Критик отметил, что кинолента бессмертна, и сколько бы времени ни прошло, она не утеряет своего блеска и великолепия. Также мультфильм будет радовать любую аудиторию, вне зависимости от возраста. Другой критик Карлос Агилар назвал мультфильм одним из самых красивых фильмов, которые ему доводилось видеть и сравнил его с драгоценным сияющим камнем.
На сайте Rotten Tomatoes в январе 2015 года фильм имел рейтинг 98 % (на основе 30 отзывов), а в июле 2015 года рейтинг составлял уже 99 % (на основе 71 отзыва).

## Награды
| Год  | Премия                                                                 | Категория                                | Кандидаты на номинацию                                       | Результаты |
| ---- | ---------------------------------------------------------------------- | ---------------------------------------- | ------------------------------------------------------------ | ---------- |
| 2014 | Festival International des Voix du Cinéma d’Animation (Лёкат, Франция) | Prix Spécial du Jury                     | Песнь моря                                                   | Победа     |
| 2014 | Оскар (кинопремия, 2015)                                               | Лучший анимационный полнометражный фильм | Песнь моря                                                   | Номинация  |
| 2014 | Энни                                                                   | Лучший анимационный фильм                | Томм Мур, Пол Янг                                            | Номинация  |
| 2014 | Энни                                                                   | Лучший дизайн персонажей                 | Томм Мур, Мэри Торхадж, Сандра Андерсон, Роза Баллестер Кабо | Номинация  |
| 2014 | Энни                                                                   | Лучший режиссёр анимационного фильма     | Томм Мур                                                     | Номинация  |
| 2014 | Энни                                                                   | Лучшее музыкальное сопровождение         | Брюно Куле, Kíla                                             | Номинация  |
| 2014 | Энни                                                                   | Лучший дизайн анимационного фильма       | Адриен Мериго                                                | Номинация  |
| 2014 | Энни                                                                   | Лучший сценарист и писатель              | Уилл Коллинс                                                 | Номинация  |
| 2015 | Сезар                                                                  | Meilleur Film d’Animation                | Песнь моря, Томм Мур                                         | Номинация  |
| 2015 | Спутник                                                                | Лучший анимационный фильм                | Песнь моря                                                   | Победа     |
| 2015 | Премия Европейской киноакадемии                                        | Лучший анимационный фильм                |                                                              | Победа     |